# محمد أحمد (لاعب كرة قدم مواليد 1998)
محمد أحمد هو لاعب كرة قدم مصري، ولد في 1998 في الجيزة في مصر. لعب مع نادي الزمالك.
قام اللاعب محمد احمد كماتشو باللعب في نادي ثم انتقل في 2017/7/31 الي نادي الزمالك ثم في 2017/8/3 انتقل الي نادي الاتحاد السكندري ثم في 2018/7/9 عاد مرة اخري من نادي الاتحاد الي نادي الزمالك وفي 2019/9/3 انتقل من نادي الزمالك ليكمل مسيرته في نادي الإسماعيلي ليلعب كدفاع حتي الآن